# 정보전
정보전(情報戰, 영어: information warfare, IW)은 적에 맞서 경쟁적인 이익을 추구하고자 전장의 사용과 정보통신기술(ICT)의 관리를 수반하는 개념이다. 정보전은 대상이 인지하지 못하는 사이 대상에 의해 신뢰되는 정보를 조작하는 것이다. 정보전이 언제 시작되고 끝나는지, 또 얼마나 강력하고 파괴적인지를 분명히 밝혀져 있지 않다. 정보전은 전략 정보의 수집, 누군가 소유한 정보의 유효성 보장, 적과 대중의 사기를 꺾기 위한 선전이나 역정보 전파, 반대 세력의 정보의 품질 약화, 적대 세력의 정보 수집 기회 거부가 수반된다. 정보전은 심리전과 밀접한 관련이 있다.
미국 군대는 기술을 선호하는 경향이 강하므로 전자전, 사이버 전쟁, 정보 보증, 컴퓨터 네트워크 조작, 공격 및 방어 분야로 뻗어나가는 경향이 있다.
전 세계 나머지 지역 대부분은 "정보 작전"(Information Operations)이라는 더 광범위한 용어를 사용하지만 이 기술을 사용하는 일은 사람과 더 관련된 부분의 정보에 초점을 두는데, 여기에는 (그 중) 사회망 분석, 결정 분석, 인간 측면의 지휘통제가 포함된다.

## 다른 개념
국가적인 전쟁 이외에도 여러 종류의 정보전이 있다. 예를 들면 특허 분쟁을 들 수 있는데, 기업, 국가 등 지적재산권에 대한 분쟁도 정보전, 정보전쟁이라 나타낼 수 있다.

## 같이 보기
- 흑색선전
- 사이버 전쟁
- 지휘통제
- 역정보
- 전자전
- 가짜뉴스
- 게이트키핑
- 산업 스파이
- 콤프로마트
- 네트워크 중심전
- 심리전
- PR (마케팅)

미국 특정
- 중앙정보국
- 코인텔프로
- 특수활동부